# 블랙풀 타워
블랙풀 타워(영어: Blackpool Tower)은 잉글랜드 랭커셔주 블랙풀에 있는 탑이다. 1894년에 완성하고 대중에게 5월 4일 개장하였다. 에펠탑에 영감을 받았다. 1973년 등록 건물 I로 지정되었다.